# Abuná (provincie)
Abuná is een provincie in het departement Pando in Bolivia. De provincie heeft een oppervlakte van 7468 km² en heeft 4.049 inwoners (2012). De hoofdstad is Santa Rosa del Abuná.
Abuná is verdeeld in twee gemeenten:
- Ingavi
- Santa Rosa del Abuná

Abuná · 
Federico Román · 
Madre de Dios · 
Manuripi · 
Nicolás Suárez